# Кућна црква
Кућна црква је термин који се користи за групу хришћана окупљених регуларно или спонтано у кући или простору који се обично не користи за обредне сврхе, уместо грађевине саграђене посебно за ту сврху. Хришћани се окупљају по кућама јер преферирају да се састају неформално, јер верују да је то ефективан начин стварања заједнице и пробоја у јавност или јер верују да мале цркве породичне величине верно осликавају апостолски образац из првих векова хришћанства.